# Hornera pseudolichenoides
Hornera pseudolichenoides is een mosdiertjessoort uit de familie van de Horneridae. De wetenschappelijke naam van de soort is voor het eerst geldig gepubliceerd in 1996 door Gontar.